# Nuttallia ezonis
Nuttallia ezonis is een tweekleppigensoort uit de familie van de Psammobiidae. De wetenschappelijke naam van de soort is voor het eerst geldig gepubliceerd in 1955 door Kuroda & Habe in Habe.